# 치칼롭스카야역 (모스크바 지하철)
치칼롭스카야역(러시아어: Чкаловская)은 모스크바 지하철 류블린스코 드미트롭스카야 선의 역이다.

## 역사
치칼롭스카야 역은 류블린스코 드미트롭스카야 선의 1단계 개통 시기인 1995년 12월 28일에 개통하였다.

## 디자인
니나 알렉산드로브나 알레신, 레오니드 보르젠코프, 알렉산드르 비그도로프가 설계하였다. 소련의 유명한 비행사 발레리 치칼로프의 이름을 따서 명명된 장식용 테마는 항공으로 장식되어 있다. 이 역은 51m 깊이에서 파빌론 트라이볼트를 개조했다. 바닥은 잿빛 빨강과 검은색 화강암으로 덮여 있고, 이 석판들은 회색과 옅은 푸른색의 물결무늬 대리석으로 도배되어 있다. 움푹 들어간 천장은 반원형 조명으로 덮여 있다.

## 지리
에스컬레이터는 역의 지하 연결통로 한쪽 끝에서 젬랴노이 바르 거리와 쿠르스키 철도 터미널로 이어진다. 다른 에스컬레이터는 모스크바 메트로 쿠르스카야 역으로 연결 통로가 있고 쿠르스키 광장 출구도 위치한다.

## 환승
치칼롭스카야 역에서는 아르바츠코 포크롭스카야 선(쿠르스카야 역)과 콜체바야 선(쿠르스카야 역)으로 갈아탈 수 있다.